# Villa Malta

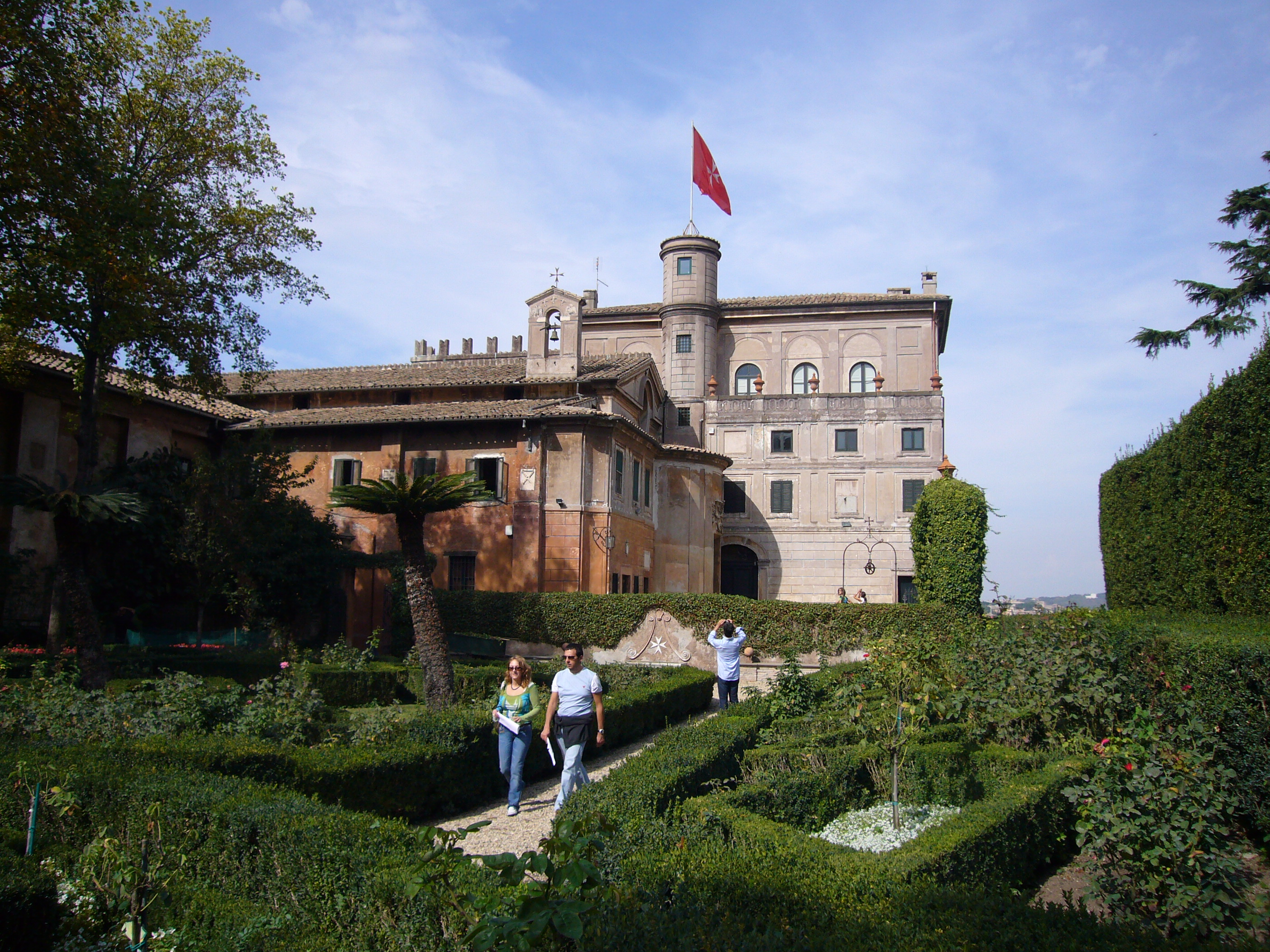
Villa Malta en de kerk Santa Maria del Priorato

Villa del Priorato di Malta op de heuvel Aventijn in Rome is de thuisbasis van de grootprior van Rome van de Orde van Malta. Een van de ordes van de Katholieke Kerk, die soevereiniteit geniet. Het gebouw herbergt de ambassades van de Orde naar de Heilige Stoel en naar Italië. Bij de villa staat ook de kerk Santa Maria del Priorato die officieel ook van de Orde is.

## Geschiedenis
Al in de tiende eeuw stond op deze plek een versterkt benedictijnenklooster. Het klooster is in de loop van de geschiedenis overgedragen aan de Hospitaalridders. Tussen de 15e en de 17e eeuw werd het klooster grondig verbouwd. Later in de 18e eeuw heeft Giovanni Battista Piranesi de laatste grote verbouwing vormgegeven, met name de kerk heeft onder zijn leiding de huidige vorm gekregen. In 1869 werd de villa extraterritorialiteit toegekend door Italië.

## Trivia
De Villa Malta is bij toeristen vooral bekend vanwege het sleutelgat in de poort, waardoor de koepel van de Sint-Pietersbasiliek zichtbaar is.

## Galerij

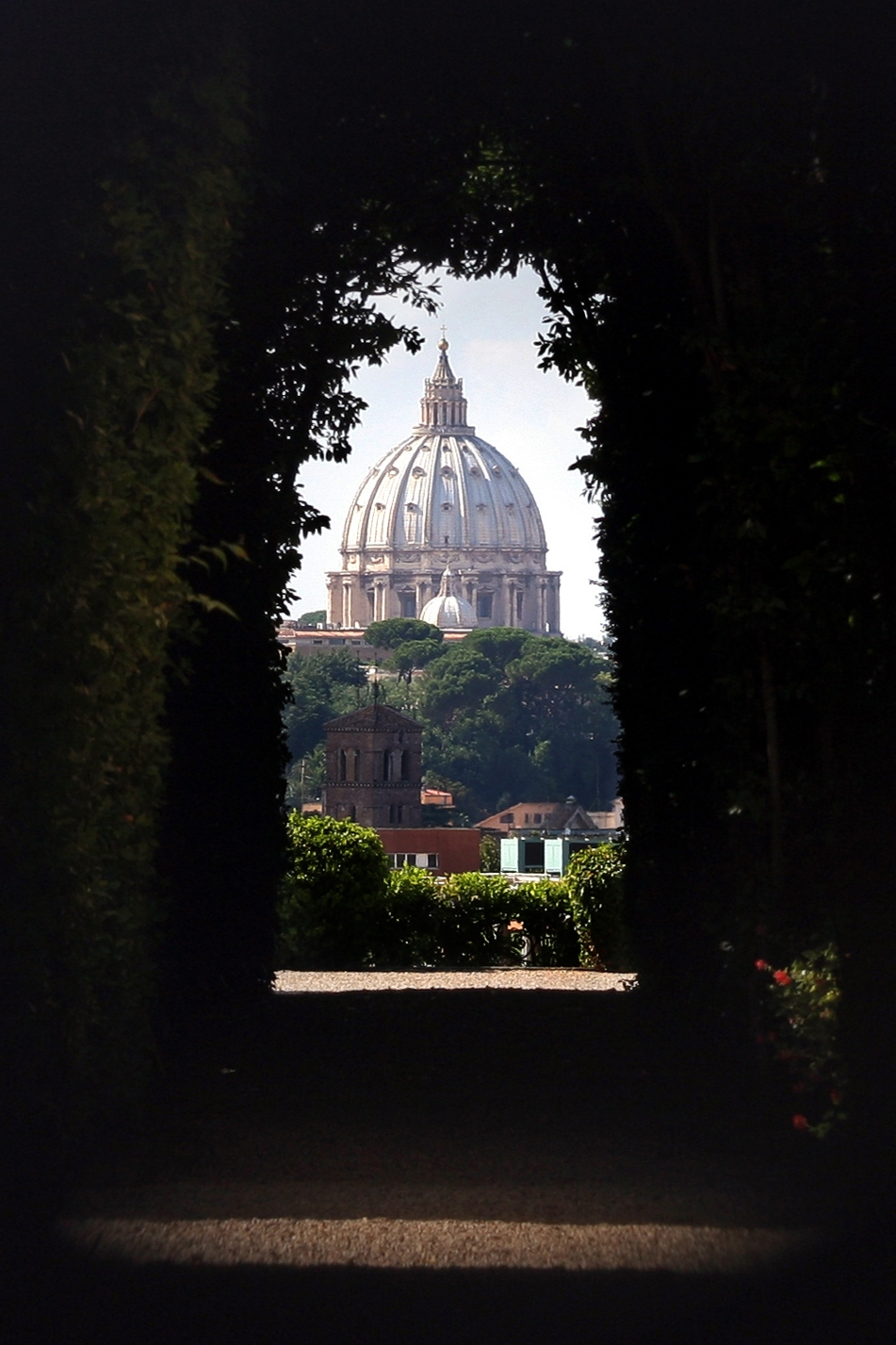
Het uitzicht door het sleutelgat op de Sint-Pietersbasiliek
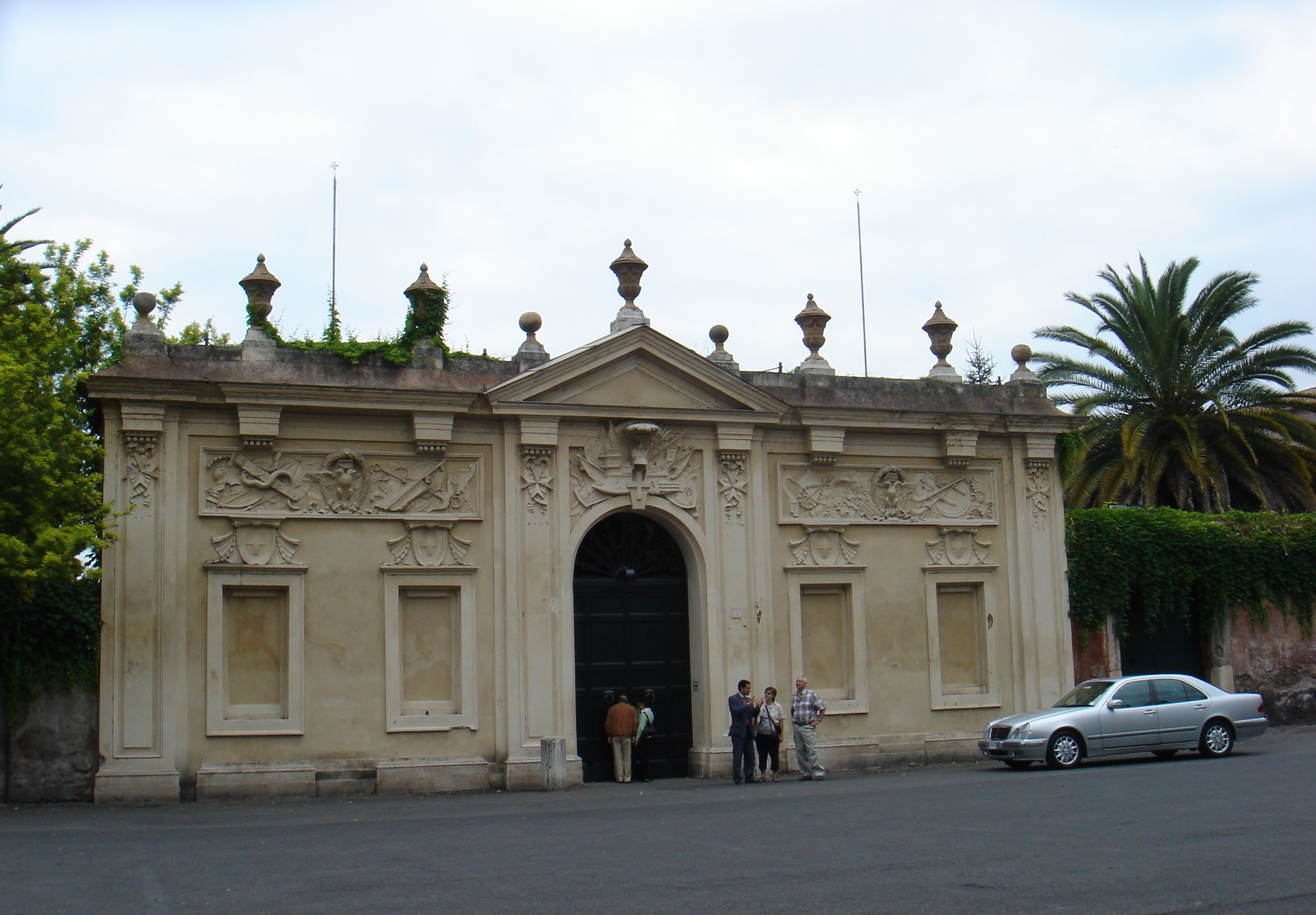
De poort van de villa met het beroemde sleutelgat
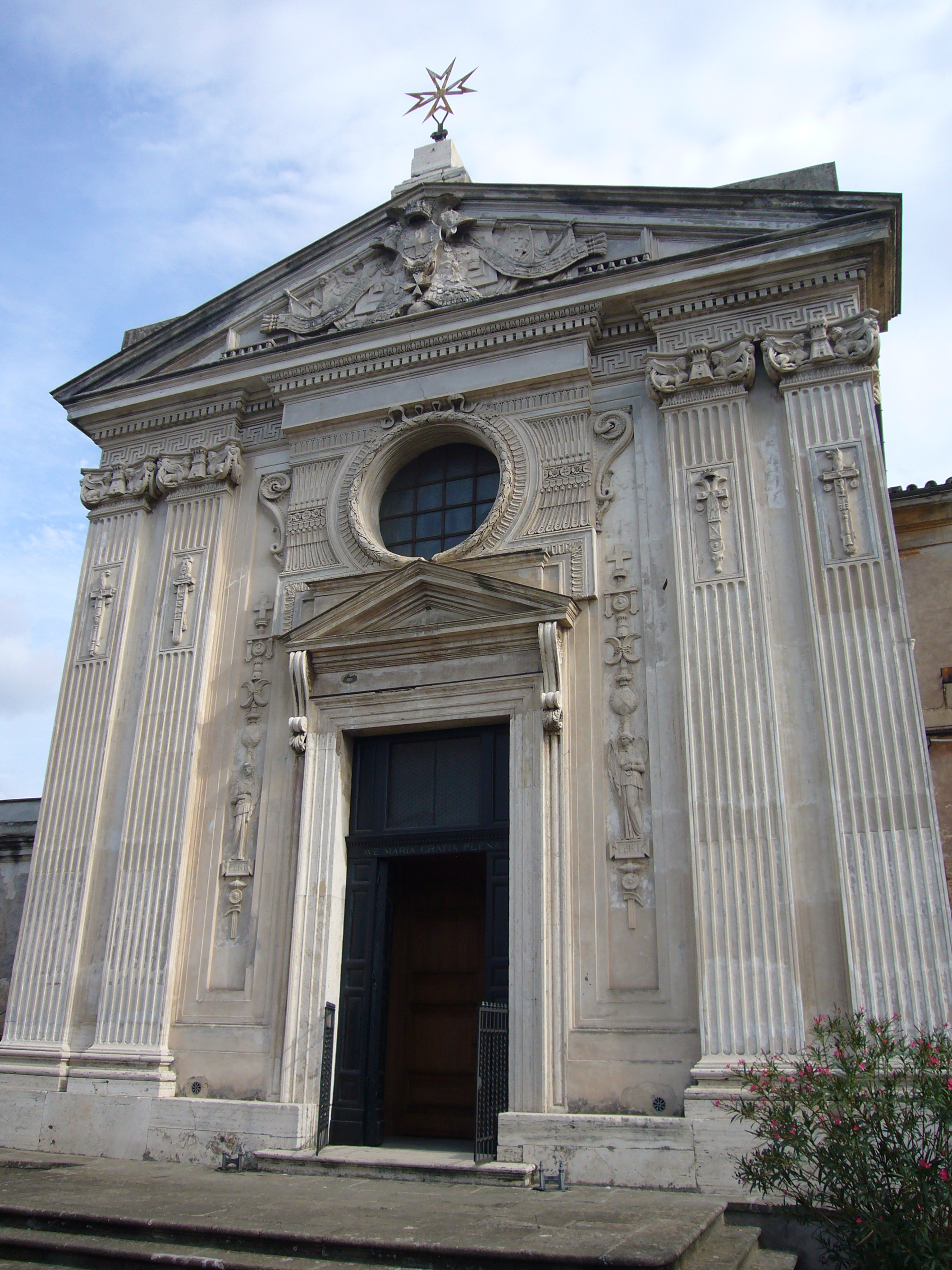
De kerk Santa Maria del Priorato
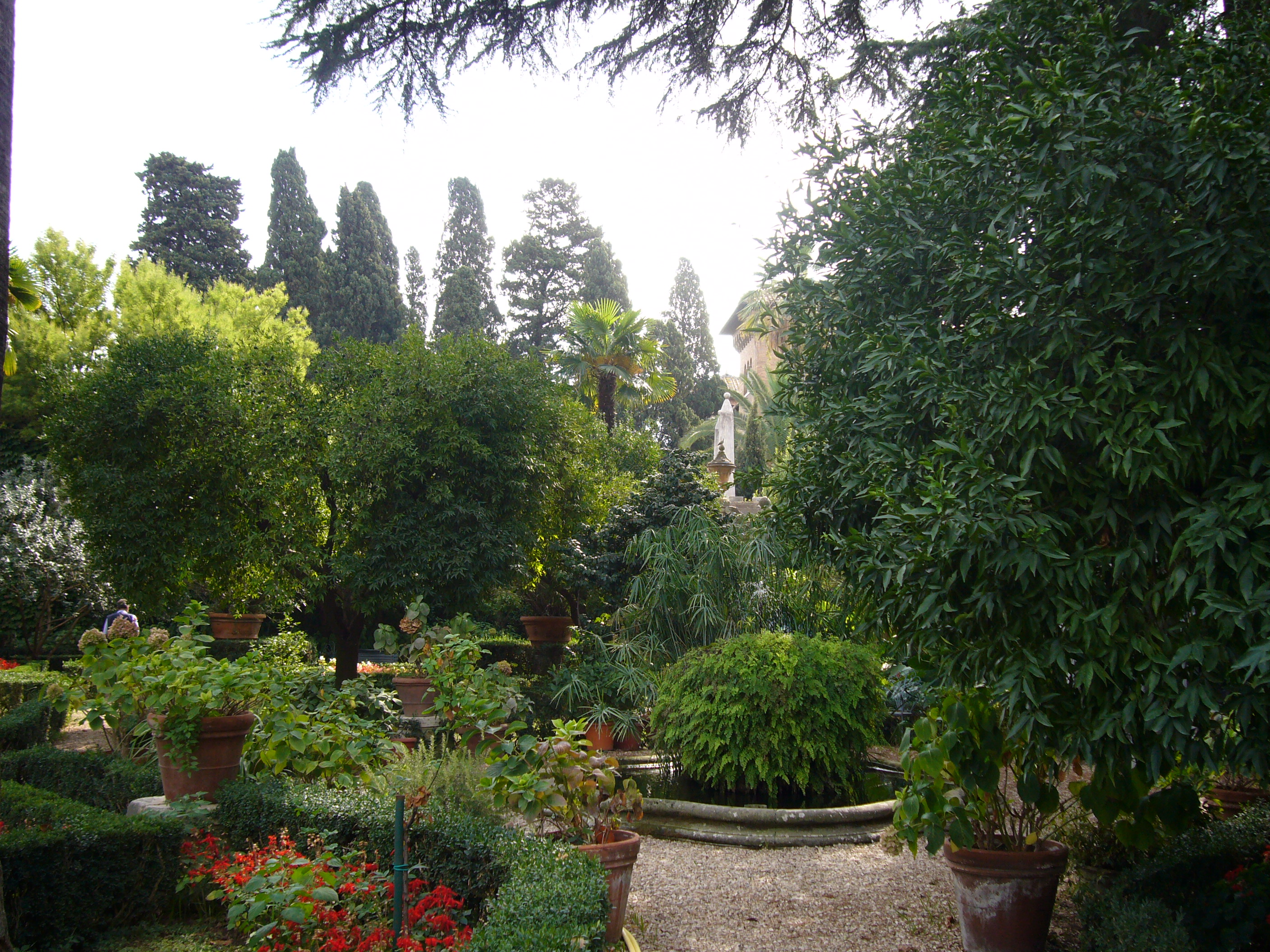
De tuinen van de villa